# Delphi (Indiana)
Delphi é uma cidade localizada no estado americano de Indiana, no Condado de Carroll.

## Demografia
Segundo o censo americano de 2000, a sua população era de 3015 habitantes.
Em 2006, foi estimada uma população de 2977, um decréscimo de 38 (-1.3%).

## Geografia
De acordo com o United States Census Bureau tem uma área de
6,6 km², dos quais 6,6 km² cobertos por terra e 0,0 km² cobertos por água. Delphi localiza-se a aproximadamente 208 m acima do nível do mar.

## Localidades na vizinhança
O diagrama seguinte representa as localidades num raio de 20 km ao redor de Delphi.